# Кармине-Ла Пинета-Вернета (Савона)
Кармине-Ла Пинета-Вернета је насеље у Италији у округу Савона, региону Лигурија.
Према процени из 2011. у насељу је живело 131 становника. Насеље се налази на надморској висини од 494 м.